# Politique en Saskatchewan
La politique en Saskatchewan fonctionne sur un modèle semblable aux autres provinces canadiennes dans le cadre de l'état fédéral canadien. La Saskatchewan possède un lieutenant-gouverneur (Thomas Molloy) qui représente la Couronne, un premier ministre (Scott Moe) qui dirige le Conseil des ministres, et une législature monocamérale.

## Élection de 2007
Le Parti saskatchewanais, parti de centre-droite, a obtenu la majorité des sièges lors de l'Élection générale saskatchewanaise de 2007. Cet événement démontre un changement de la confiance des électeurs jusqu'alors enclin à voter pour le Nouveau Parti démocratique de la Saskatchewan, de gauche.

## La gauche
Pendant des années, la Saskatchewan a été l'une des provinces qui penche le plus à gauche sur l'échiquier politique canadien. Cela pouvait refléter les sentiments d'aliénation des résidents de la province face aux intérêts des grands centres économiques.
En 1944, Tommy Douglas devient le premier chef d'un gouvernement régional ouvertement socialiste en Amérique du Nord. La plupart de ses députés à l'Assemblée législative représentent des circonscriptions rurales et de petites villes. Sous le gouvernement de son Parti social démocratique, la Saskatchewan est la première province à se doter d'une assurance-santé publique universelle et obligatoire. En 1961, Douglas quitte la politique provinciale pour devenir le premier chef du Nouveau Parti démocratique au fédéral.
Pour la majeure partie de la période de l'après-guerre, le Parti social démocratique et son successeur, le Nouveau Parti démocratique de la Saskatchewan, dominent la politique provinciale. Douglas, Allan Blakeney et Roy Romanow connaissent tous de longs mandats en tant que premiers ministres et deviennent des personnages reconnus à l'échelle nationale. L'urbanisation depuis la Seconde Guerre mondiale modifie l'économie de la province, qui s'éloigne de l'agriculture sous l'effet d'un migration soutenue depuis les fermes vers les villes. Le Nouveau Parti démocratique s'adapte à cette situation, se préoccupant davantage des enjeux urbains, jusqu'à ce que le parti viennent éventuellement à représenter les électeurs urbains plutôt que ruraux.

## Le centre et la droite
Le Parti libéral de la Saskatchewan fut le principal parti centriste dans les premières décennies de l'existence de la province, gouvernant de 1905 à 1929 et de 1934 à 1944. Il reprend le pouvoir en 1964, mais sombre dans la marginalité suivant la défaite du gouvernement libéral de Ross Thatcher en 1971. Le Parti progressiste-conservateur de la Saskatchewan, dirigé par Grant Devine, remplace graduellement les libéraux en tant que rival principal du NPD, et remporte une victoire décisive sur les néo-démocrates lors de l'élection de 1982, surnommée le « massacre du lundi soir. » Toutefois, la popularité des conservateurs chute grandement après avoir causé de lourds déficits et s'étant alliés au gouvernement progressiste-conservateur fédéral de Brian Mulroney. Devine est défait en 1991. Plusieurs députés progressistes-conservateurs, incluant quelques anciens ministres, sont par la suite condamnés pour avoir dilapidé des fonds publics. Depuis, le Parti progressiste-conservateur ne présente des candidats que dans moins du quart des circonscriptions provinciales.

### Le Parti saskatchewanais
Le Parti saskatchewanais est un nouveau parti fondé en 1997 par d'anciens progressistes-conservateurs et d'anciens libéraux, ainsi qu'un petit nombre de néo-démocrates frustrés de l'échec du NPD de faire grandir l'économie et la population. Il forma l'opposition officielle dans la province jusqu'à l'élection générale saskatchewanaise de 2007, où il prit les rênes du gouvernement, qu'il n'a pas cédé depuis.

## Source
- (en) Cet article est partiellement ou en totalité issu de l’article de Wikipédia en anglais intitulé « Politics of Saskatchewan » (voir la liste des auteurs).